# Retinella hiulca
Retinella hiulca is een slakkensoort uit de familie van de Oxychilidae. De wetenschappelijke naam van de soort is voor het eerst geldig gepubliceerd in 1850 door Albers.